# Liste der Kulturdenkmäler in Temmels
In der Liste der Kulturdenkmäler in Temmels sind alle Kulturdenkmäler der rheinland-pfälzischen Ortsgemeinde Temmels aufgeführt. Grundlage ist die Denkmalliste des Landes Rheinland-Pfalz (Stand: 8. Februar 2023).

## Denkmalzonen
| Bezeichnung               | Lage                              | Baujahr                 | Beschreibung | Bild                           |
| ------------------------- | --------------------------------- | ----------------------- | --- | ------------------------------ |
| Denkmalzone Bahnhofstraße | Bahnhofstraße 19, 20, 21, 22 Lage | 18. und 19. Jahrhundert | kennzeichnendes, dörfliches Straßenbild aus großen bäuerlichen Anwesen mit straßenparallelen Quereinhäusern, 18. und 19. Jahrhundert; einer der dörflichen Siedlungskerne, an der Stelle der römischen Villa                                      | Fotos hochladen                |
| Denkmalzone Friedhof      | Moselstraße 8 Lage                | 18. Jahrhundert         | ummauerter Bereich an der Stelle der abgebrochenen Kirche mit ehemaligem Pfarrhaus (1750, Steinfigur des heiligen Petrus, bezeichnet 1720; jetzt Bürgerhaus) und Kirchhof (Priestergrab von 1883) sowie neugotischer Wegekapelle, 19. Jahrhundert | weitere Bilder Fotos hochladen |

## Einzeldenkmäler
| Bezeichnung                       | Lage                                 | Baujahr                   | Beschreibung                                                                  | Bild                           |
| --------------------------------- | ------------------------------------ | ------------------------- | ----------------------------------------------------------------------------- | ------------------------------ |
| Quereinhaus                       | Am Bach 4 Lage                       | 1757                      | barockes Quereinhaus, 1757                                                    | Fotos hochladen                |
| Wegekapelle                       | Bahnhofstraße, gegenüber Nr. 19 Lage | 19. Jahrhundert           | Wegekapelle, 19. Jahrhundert                                                  | Fotos hochladen                |
| Quereinhaus                       | Bahnhofstraße 20 Lage                | 1841                      | Quereinhaus, bezeichnet 1841, Erweiterung gegen Anfang des 20. Jahrhunderts   | Fotos hochladen                |
| Quereinhaus                       | Bahnhofstraße 22 Lage                | 1766                      | barockes Quereinhaus, 1766, Erneuerung der Ökonomie im frühen 19. Jahrhundert | Fotos hochladen                |
| Bildstock                         | Flurweg, Ecke Saarburger Straße Lage | um 1820                   | Kreuzbildstock, bezeichnet 1632, um 1820                                      | Fotos hochladen                |
| Quereinhaus                       | Kirchstraße 4 Lage                   | 1906                      | spätgründerzeitliches Quereinhaus, bezeichnet 1906                            | BW                             |
| Katholische Pfarrkirche St. Peter | Moselstraße 1 Lage                   | 1861/62                   | neugotischer Saalbau, 1861/62, Architekt Carl Arendt                          | weitere Bilder Fotos hochladen |
| Quereinhaus                       | Saarburger Straße 1 Lage             | Ende des 17. Jahrhunderts | Quereinhaus, Ende des 17. Jahrhunderts, barocke Erneuerungen                  | Fotos hochladen                |

## Ehemalige Kulturdenkmäler
| Bezeichnung       | Lage              | Baujahr | Beschreibung | Bild            |
| ----------------- | ----------------- | ------- | --- | --------------- |
| Schloss Georgshof | Schloßstraße Lage | 1785/86 | auch Schloss Gebertshof; ehemaliges Landgut der Trierer Deutschordenskommende, klassizistische Gebäudegruppe, 1785/86, Architekt Peter Görgen, bauliche Gesamtanlage mit Park; aus Denkmalliste gelöscht Die Nebengebäude wurden um 2015 abgerissen, das Hauptgebäude 2021 zu Eigentumswohnungen umgebaut. (Aufnahme von Dezember 1999) | Fotos hochladen |